# Parc national de l'Őrség
 (août 2024).
Si vous disposez d'ouvrages ou d'articles de référence ou si vous connaissez des sites web de qualité traitant du thème abordé ici, merci de compléter l'article en donnant les références utiles à sa vérifiabilité et en les liant à la section « Notes et références ».
Le parc national de l'Őrség (en hongrois Őrségi Nemzeti Park, [ˈø:ɾʃe:gi ˈnɛmzɛti pɒɾk]) est un parc national de Hongrie. Il fut créé en 2002 et couvre 440 km². Son nom fait référence à la région de l'Őrség (qui signifie en hongrois « poste de garde ») située à l'extrémité occidentale du bassin des Carpates à la frontière autrichienne et slovène. Les Magyars, afin de défendre les portes occidentales, ont construit des postes de guet à travers ce pays. Au fil des siècles, le paysage a été façonné par l’agriculture sur de petites sections en gardant l’harmonie dans les relations avec la nature et en maintenant la diversité.